# Augie Doggie and Doggie Daddy (videojuego)
Augie Doggie and Doggie Daddy, es un videojuego de plataformas para Commodore 64 publicado por Hi-Tec Software en 1991. El juego se basa en los dibujos animados de Canuto y Canito creados por Hanna-Barbera.